# Crveni fićo

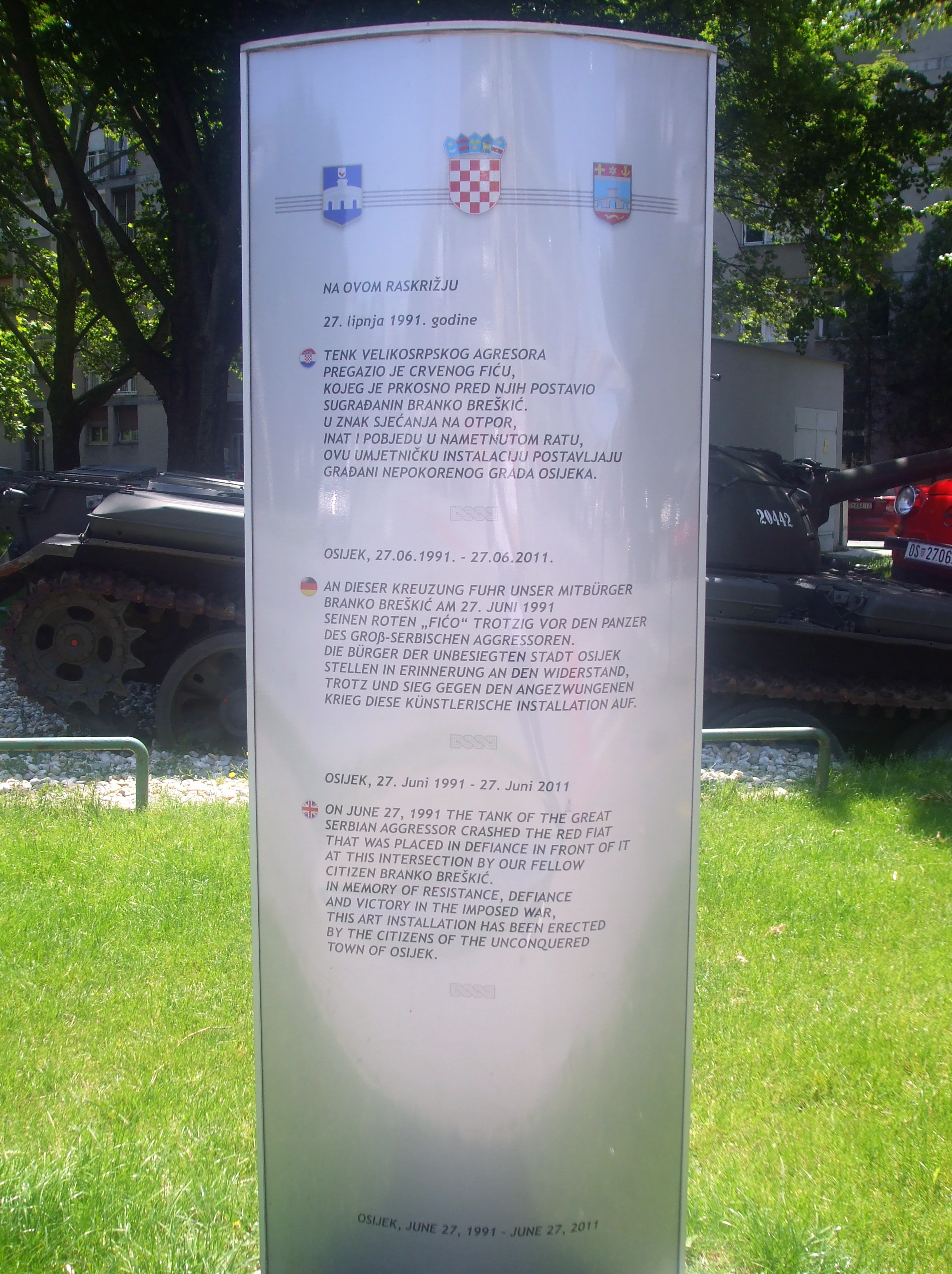
Infotafel an der Installation

Der Crveni fićo  (kroat. für Der rote Fićo) oder  Fićo gazi tenka!  (kroat. für Der Fićo überfährt den Panzer) ist eine Installation, die in der kroatischen Stadt Osijek aufgebaut ist. 

## Idee und Inhalt
Das Kunstwerk erinnert symbolisch an den kroatischen Sieg über die Jugoslawische Volksarmee und die serbischen Angreifer während der Schlacht um Osijek.
Die Installation befindet sich an der Kreuzung Vukovarer/Trpimir-Straße und stellt den roten Zastava 750 (Spitzname ist heute noch Fićo) dar, der vor laufenden Kameras am 27. Juni 1991 von einem T-55-Panzer der Jugoslawischen Volksarmee überrollt wurde.
Der rote Fićo gehörte dem kroatischen Soldaten Branko Breškić und wurde zu einem Symbol des Widerstandes der Bürger von Osijek gegen die serbisch-jugoslawische Aggression.
Die Idee zu der Installation hatte die Osijeker HSLS-Stadträtin Marija Medić im Jahr 2006. Am 27. Juni 2011 fand die Einweihung statt.